# Ana Miranda de Lage
Ana Clara María Miranda de Lage, née le 7 mai 1946 à Saint-Sébastien, est une femme politique espagnole.
Membre du Parti socialiste ouvrier espagnol, elle siège au Parlement basque de 1984 à 1990, au Sénat de 1984 à 1987, puis siège au Parlement européen de 1986 à 1999 et de 2003 à 2004.